# Virginiazigarre

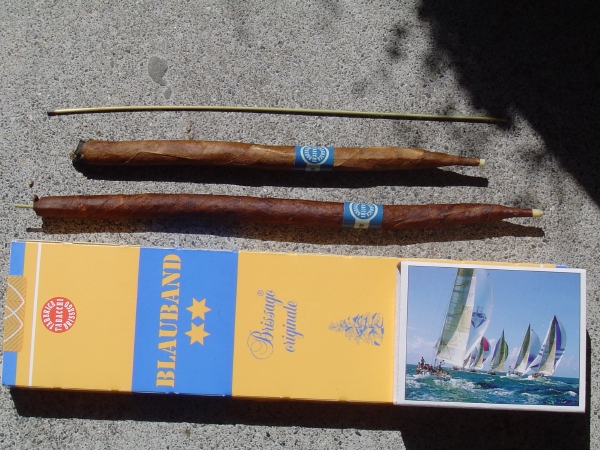
Virginiazigarren der Marke „Brissago originale“

Virginiazigarren oder Virginier (Einzahl: Virginia) sind lange, dünne Zigarren mit Mundstück.

## Bezeichnung und Beschaffenheit
Ihre Bezeichnung schöpft die Virginiazigarre daraus, dass sie ursprünglich aus besonders gut abgelegenem Virginia-Tabak hergestellt wurde, der über Hickoryholzfeuern getrocknet wurde. Man nennt diesen (noch heute angewendeten) Vorgang „dark fire-cured“. Dieser dient zum einen als Konservation des Tabaks; zum andern gibt er der Zigarre auch ihren speziellen rauchigen Geschmack. Neben Virginia werden teilweise auch Burley-, Kentucky- und Maryland-Tabak eingesetzt. Erfinder sind die Azteken, die um ein Schilfrohr gewickelte Tabakblätter rauchten.
Das kennzeichnende Mundstück kann ein Stroh- oder Plastikrohr sein. Überdies kann ein getrockneter Grashalm eingearbeitet sein, der die ganze Zigarre durchzieht. Er muss vor dem Rauchen entfernt werden und gibt so einen Rauchkanal frei. Dieser Kanal ist dem Zugverhalten der Zigarre förderlich, da der Tabak besonders feucht verarbeitet und dadurch besonders dicht ist.
Ein – etwa aus den Filmen mit Wachtmeister Studer – bekanntes Anzündezeremoniell besteht darin, den Grashalm herauszuziehen, die Spitze der Zigarre fingerbreit abzubrechen und mit dem brennenden Halm so lange anzuheizen, bis der Rauch durch das Mundstück tritt.

## Hersteller

### Austria Tabak
In Österreich wurden Virginiazigarren seit 1844 hergestellt, wobei Herstellung und Vertrieb als Vollmonopol bei der 1784 gegründeten Österreichischen Tabakregie (später Austria Tabak) lagen.
Die 1920 bis 1923 errichtete Zigarrenfabrik Stein an der Donau produzierte enorme Stückzahlen, wodurch 800 Frauen Beschäftigung fanden, noch dazu mit vorbildlichen Sozialleistungen. Unter den Zigarren der Austria Tabak hatten Virginiazigarren einen Marktanteil von zehn Prozent bei einem Absatzvolumen von 3,2 Millionen Stück (1997). Nach der Teilprivatisierung der Austria Tabak wurden Produktion und Vertrieb aller drei Sorten („Regie Virginier“, „Spezial Virginier“, „Jubiläumsvirginier“) vom neuen Eigentümer Japan Tobacco im Oktober 2008 eingestellt.
Virginiazigarren  waren Kaiser Franz Josephs Lieblingszigarren, daher waren sie im Volksmund auch unter dem Namen „Kaiserliche“ bekannt. Auch Bundeskanzler Julius Raab rauchte diese Zigarren, sogar bei offiziellen Anlässen.

### Brissago
Seit 1847 wird in Brissago unter dem Namen „Brissago originale“ eine leicht gekrümmte Zigarre mit eingearbeitetem Grashalm hergestellt.
Die Tessiner Fabrik gehört heute zum Schweizer Tabakwarenhersteller Burger Söhne.

### Villiger

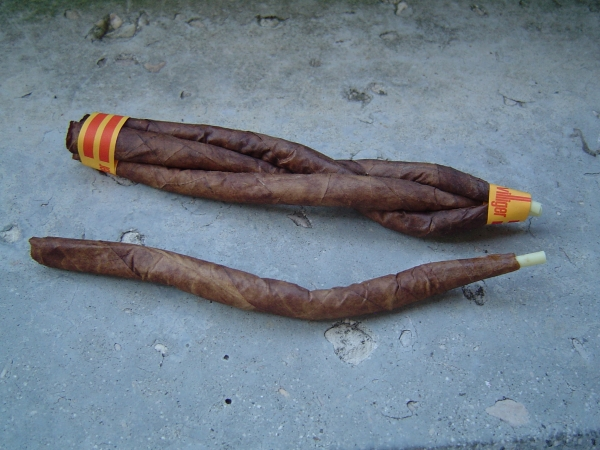
Villiger „Original Krumme Junior“

Der Schweizer Mitbewerber Villiger ist mit seinen Virginia-Zigarren „Original Krumme“ und „Original Krumme Junior“ (vertrieben unter den Exportmarken „Curly“ und „Culebras“) auch in Österreich und Deutschland flächendeckend vertreten. Die charakteristische Form der geflochtenen Zigarren diente  in kubanischen Zigarrenfabriken ursprünglich als Diebstahlsicherung. Um die Arbeiter vom Entwenden von Zigarren abzuhalten, stellten ihnen die Fabrikanten geflochtene Zigarren zum Eigengebrauch zur Verfügung. So konnte auf einen Blick erkannt werden, ob eine Zigarre entwendet worden war, denn der Kauf einer herkömmlichen Zigarre war Mitarbeitern der Manufaktur finanziell meist nicht möglich.
Seit Ende August 2009 bietet dieses Unternehmen zudem die gerade „Villiger Virginia“ an.

### R & G
Seit September 2009 vertreibt die österreichische Firma R & G die Zigarren „Virginia“ und „Virginia Special“, hergestellt von Tabacalera Altagracia in der Dominikanischen Republik.

### Manifatture Sigaro Toscano
Seit September 2011 wird in Österreich die „Pedroni Virginia“ aus 100 % reinem darkfired Virginia-Tabak angeboten, hergestellt von der durch die „Toscano“-Zigarre bekannten italienischen Manifatture Sigaro Toscano.

## Ehemalige Hersteller

### Wolf & Ruhland
Eine weitere Anbieterin war  die bayerische Cigarrenmanufaktur Wolf & Ruhland, welche die vollständig handgefertigte „Edelweiss Virginia“ (Sorte blau mit mildem Sumatra-Deckblatt sowie Sorte rot mit kräftigem Virginia-Deckblatt) sowie die ebenfalls in Handarbeit hergestellte mit echtem Strohhalm-Mundstück versehene „Kleine Herren Virginia“ (gerade und gezöpfelt) im Sortiment hatte. Die Produktion fand in Perlesreut bei Passau statt und wurde wegen der EU Tabakproduktrichtlinie (EU TPD3) und den damit verbundenen Kosten und Aufwänden eingestellt.